# Гутурама парагвайська
Гутура́ма парагвайська (Euphonia chalybea) — вид горобцеподібних птахів родини в'юркових (Fringillidae). Мешкає в Південній Америці.

## Опис

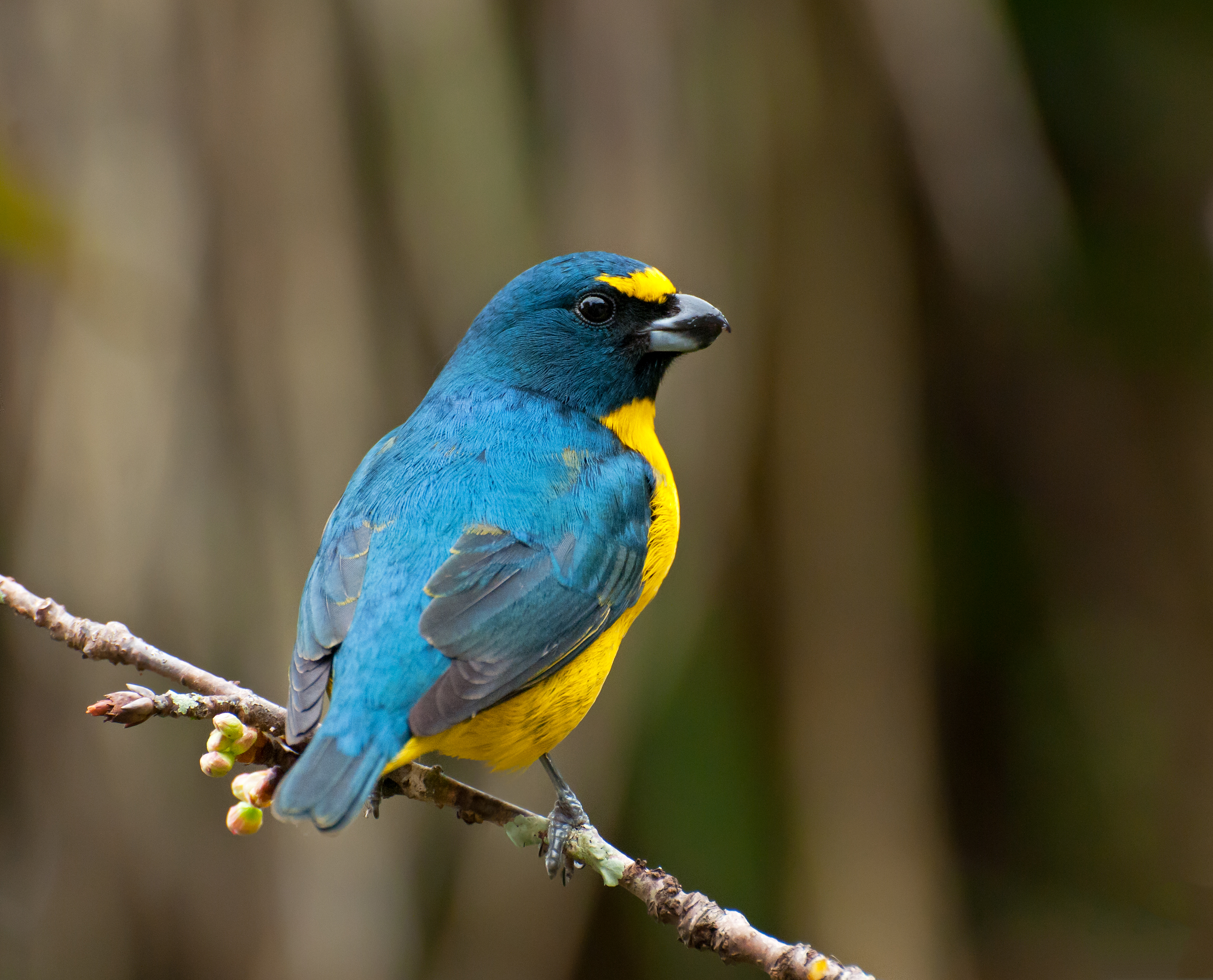
Самець парагвайської гутурами

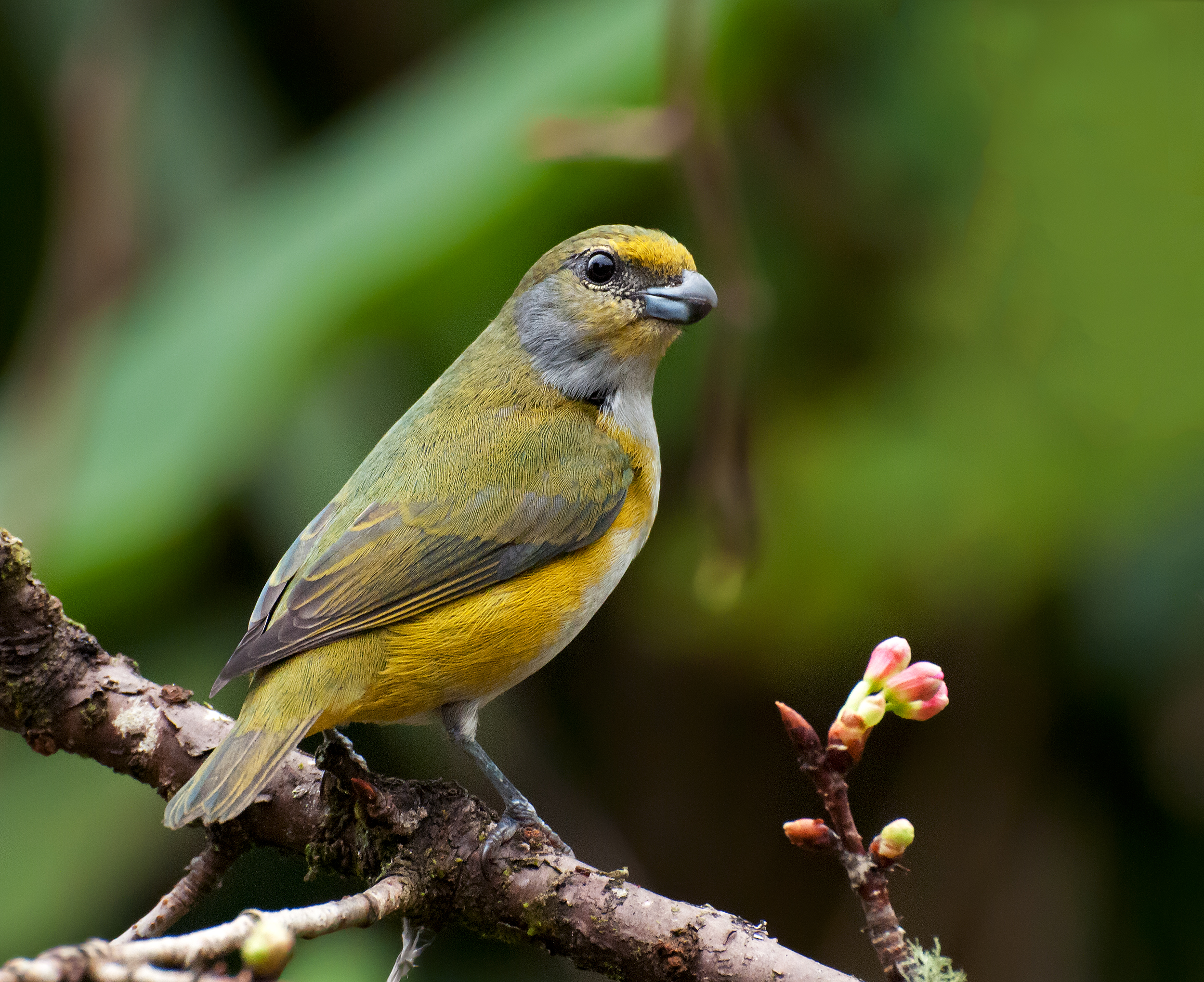
Самиця парагвайської гутурами

Довжина птаха становить 11 см, вага 18-20 г. Виду притаманний статевий диморфізм. У самців голова, верхня частина горла, спина, крила і хвіст синювато-чорні з металевим відблиском, крила і хвіст більш темні з чорними краями. Нижня частина горла, груди, живіт і гузка золотисто-жовті, на лобі золотисто-жовта пляма трикутної форми. У самиць щоки, горло, центральна частина грудей і живота попелясто-сірі, верхня частина тіла оливково-зелена. Очі темно-карі, дзьоб сизий, на кінці чорнуватий, лапи сизі.

## Поширення і екологія
Парагвайські гутурами мешкають на півдні і південному сході Бразилії (від Ріо-де-Жанейро до сходу Мату-Гросу-ду-Сул і центру Ріу-Гранді-ду-Сул), на сході Парагваю та на північному сході Аргентини (Місьйонес, Коррієнтес). Вони живуть у вологих рівнинних атлантичних лісах, на узліссях і плантаціях. Зстрічаються поодинці або парами, переважно на висоті до 500 м над рівнем моря, місцями на висоті до 950 м над рівнем моря. Живляться переважно ягодами і плодами (зокрема ягодами кактусів-епіфітів Rhipsalis), доповнюють свій раціон дрібними комахами та іншими безхребетними. В кладці 3-4 яйця.

## Збереження
МСОП класифікує стан збереження цього виду як близький до загрозливого. Марагвайським гутурамам загрожує знищення природного середовища.